# Sleipner (Gasfeld)

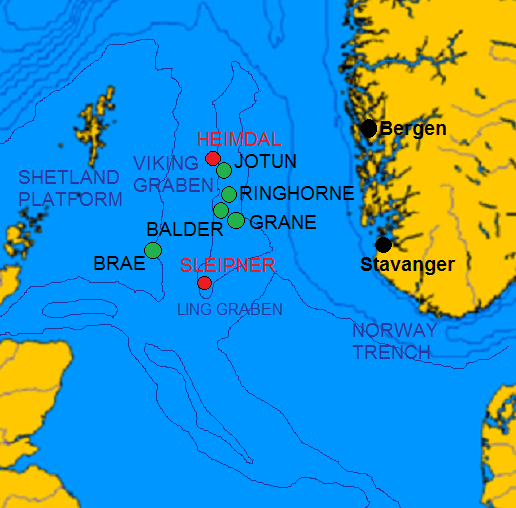
Lage des Sleipner-Feldes

Unter dem Überbegriff Sleipner-Feld werden die Gas- und Kondensatfelder Sleipner Ost und Sleipner West sowie deren Satellit-Erweiterungen Loke, Grungne und Alfa Nord im norwegischen Teil der Nordsee zusammengefasst. Das Gasfeld wurde nach Sleipnir, dem achtbeinigen Ross Odins benannt.
Die Felder liegen rund 260 km westlich der norwegischen Küste und werden von Equinor (ehemals Statoil) betrieben.

## CO2-Speicherung
Das geförderte Erdgas weist mit 9 % einen CO2-Gehalt auf, der höher ist als die Anforderungen der Export-Partner. Daher wird auf einer Teilplattform des Sleipner-Komplexes das CO2 abgetrennt, jedoch nicht in die Atmosphäre entlassen, sondern im Rahmen in Gesteinsschichten 800 Meter unter dem Seeboden verpresst (englisch CCS, Carbon Capture and Storage). Das gasförmige CO2 wird verdichtet und in einer speziell zu diesem Zweck erstellten Bohrung in einen salinen Aquifer eingeleitet. Bei dem Speichergestein handelt es sich um einen hochporösen Sandstein der Utsira-Formation. Seit 1996 wird jährlich knapp eine Million Tonnen CO2 eingelagert.
Untersuchungen im Jahre 2013 entdeckten Störungen im Gestein, sodass ein künftiger Gasaustritt aus dem Reservoir sehr wahrscheinlich ist. Diese Schlussfolgerung wurden allerdings in Zweifel gezogen, da die beschriebenen Frakturen sich 25 km entfernt von Sleipner befinden.

## Überwachung bzw. Monitoring
Im zweijährlichen Turnus werden Seismik-Daten erhoben (4D-Seismik). Durch Vergleich mit der vorangegangenen Messung kann die Ausbreitung des CO2 in einer räumlichen Darstellung überprüft werden.